# Ann’s Diner
Das heutige Pat’s Diner (ehem. Ann’s Diner) ist ein 1950 gebauter Diner in Salisbury im Bundesstaat Massachusetts der Vereinigten Staaten. Es zählt zu den sogenannten „Barrel-Roof“-Dinern, da es über ein Tonnendach verfügt, und wurde am 10. Dezember 2003 im Rahmen der Multiple Property Submission Diners of Massachusetts MPS in das National Register of Historic Places eingetragen.

## Beschreibung
Der Diner wurde 1950 von der Worcester Lunch Car Company als Baunummer #824 nach Kundenwunsch individuell angefertigt und ist daher kein Standardmodell. Er befindet sich unmittelbar am U.S. Highway 1 am Salisbury Square und besitzt das traditionelle Tonnendach (englisch barrel roof) des Herstellers. Die originalen, hellblauen Email-Verkleidungen wurden im Zuge der Umbenennung des Diners durch rote ersetzt. Die Fensterrahmen weisen immer noch den originalen Gelbton auf.
Von den ursprünglich zwei Eingängen an den kurzen Seiten ist heute nur noch der südliche zugänglich, während der nördliche durch einen neuen, überdachten Eingang in der Frontseite ersetzt wurde. An der Nord- und Südseite befindet sich unterhalb des Dachüberhangs jeweils eine kleine Veranda mit Sitzgelegenheiten. Entlang der Rückseite erstreckt sich eine einstöckige Küchenzeile mit Giebeldach, das mit Asphalt-Schindeln gedeckt ist. Dieser rückwärtige Anbau ist typisch für nach dem Zweiten Weltkrieg errichtete Diner, jedoch ist das anstelle des üblichen Flachdachs verwendete Giebeldach eine regionale Besonderheit. Die ungewöhnliche Aufteilung der Inneneinrichtung macht den Diner in dieser Hinsicht einzigartig in Massachusetts. Strukturell ist der Diner in einem sehr guten Zustand.

## Historische Bedeutung
Das Pat’s Diner kombiniert als einer der ersten seiner Art die traditionelle Aufteilung eines Barrel-Roof-Diners mit einem separaten Speisezimmer und ist daher ein Beispiel für den Nachkriegstrend, in Dinern eine Restaurant-Atmosphäre zu schaffen. Er war der zweite Restaurantwagen des Unternehmens von James H. Evans und seiner Frau Ann Evans, nach der er benannt wurde. 1948 hatten sie bereits den ehemaligen Arlington Diner in Haverhill übernommen und nach Salisbury verlegt. Aufgrund des großen Erfolgs ließen sie bereits ein Jahr später den heute noch bestehenden Diner anfertigen, den sie bis 1955 betrieben. Bis 1960 führte Ann Evans das Restaurant alleine weiter.
Nach mehreren Eigentümerwechseln wurde das Restaurant im Januar 1997 geschlossen. 1999 erwarb Pat Poulakos Archambault den Diner, renovierte ihn und eröffnete ihn im selben Jahr neu unter dem Namen Pat’s Diner. Im Inneren weist er große Ähnlichkeiten mit dem Wilson’s Diner in Waltham auf, der als Baunummer #819 ein Jahr vor dem Ann’s Diner das Werk der Worcester Lunch Car Company verließ.